# Kanton Le Mont-Blanc
Der Kanton Le Mont-Blanc ist eine französische Verwaltungseinheit im Département Haute-Savoie in der Region Auvergne-Rhône-Alpes. Er umfasst sieben Gemeinden im Arrondissement Bonneville. Durch die landesweite Neuordnung der französischen Kantone wurde er 2015 neu geschaffen mit Passy als Hauptort (frz.: bureau centralisateur).

## Gemeinden
Der Kanton besteht aus sieben Gemeinden mit insgesamt 31.372 Einwohnern (Stand: 2022) auf einer Gesamtfläche von 442,65 km²:
| Gemeinde                | Einwohner 1. Januar 2022 | Fläche km² | Dichte Einw./km² | Code INSEE | Postleitzahl |
| ----------------------- | ------------------------ | ---------- | ---------------- | ---------- | ------------ |
| Chamonix-Mont-Blanc     | 8.673                    | 116,53     | 74               | 74056      | 74400        |
| Les Contamines-Montjoie | 1.083                    | 81,35      | 13               | 74085      | 74170        |
| Les Houches             | 3.529                    | 43,07      | 82               | 74143      | 74310        |
| Passy                   | 10.852                   | 80,03      | 136              | 74208      | 74190, 74480 |
| Saint-Gervais-les-Bains | 5.678                    | 63,63      | 89               | 74236      | 74170        |
| Servoz                  | 1.125                    | 13,47      | 84               | 74266      | 74310        |
| Vallorcine              | 432                      | 44,57      | 10               | 74290      | 74660        |
| Kanton Le Mont-Blanc    | 31.372                   | 442,65     | 71               | 7410       | –            |

## Politik
| Vertreter im Departementrat | Vertreter im Departementrat     | Vertreter im Departementrat |
| Amtszeit                    | Namen                           | Partei                      |
| --------------------------- | ------------------------------- | --------------------------- |
| 2015–                       | Jean-Marc Peillex Aurore Termoz | DVD                         |